# Sprängkapsel
En sprängkapsel är en liten laddning med en mindre mängd initialsprängämne som fungerar som utlösare för en större huvudladdning med sprängämne. I ammunition för skjutvapen kallas denna anordning för tändhatt. 

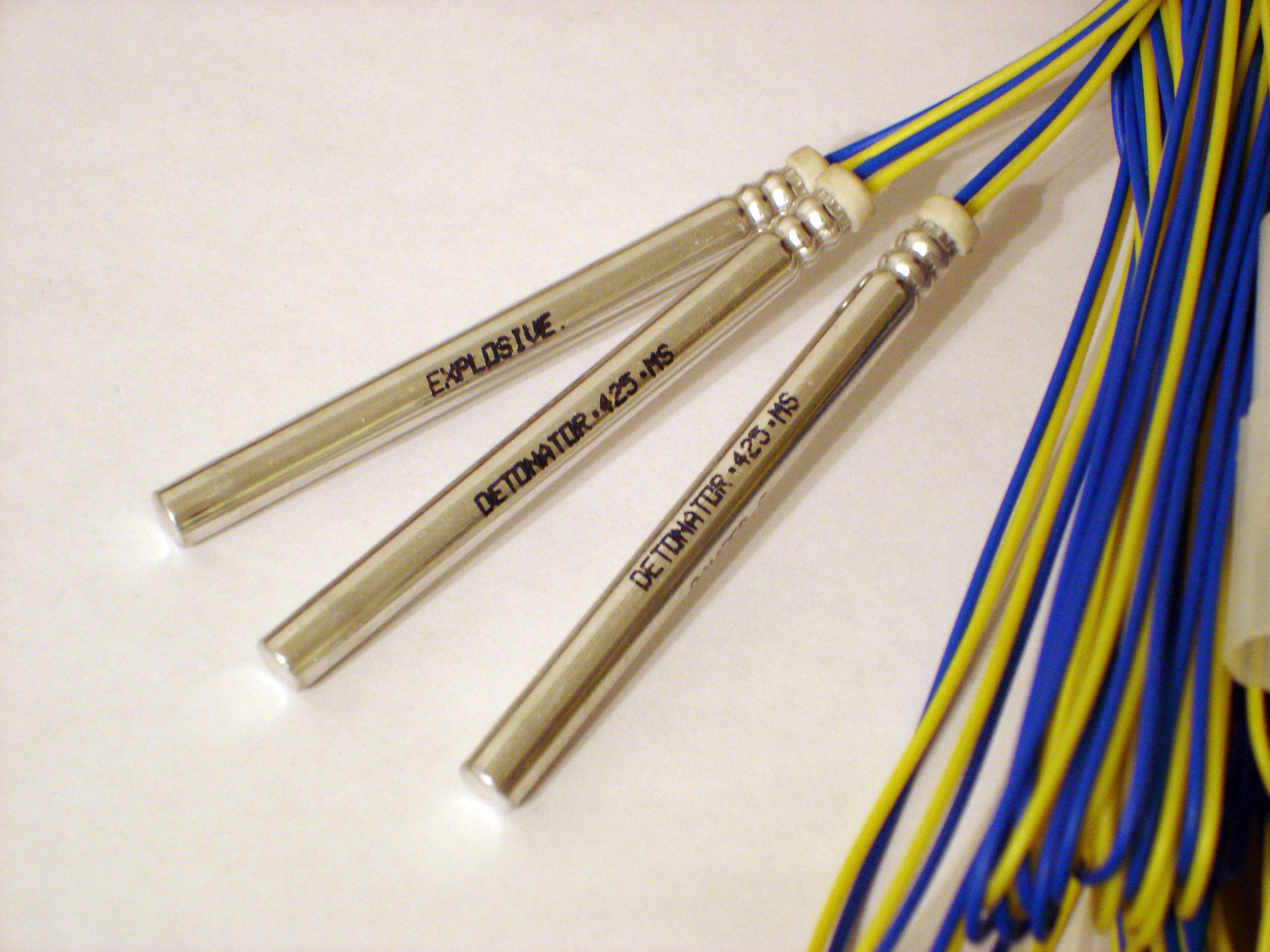
Sprängkapslar

## Allmänt
För att uppnå god säkerhet vid sprängning eftersträvas sprängämnen som är stabila och har låg benägenhet att detonera oavsiktligt. "Goda" sprängämnen kan tåla omild behandling utan att explodera, och kräver en kraftig impuls för att aktiveras, vilket åstadkoms med en sprängkapsel. 
En sprängkapsel består av en aluminiumhylsa med ett lättantändligt initialsprängämne som aktiverar en så kallad slagladdning av ett brisant sprängämne. Till initialsprängämnet går en stubin eller i elsprängkapslar en glödtråd.

### Tändämnesfria sprängkapslar
Tändämnen är per definition lättantändliga och kan utlösas oavsiktligt på grund av slag eller stötar. Det har därför med tiden utvecklats helt tändämnesfria sprängkapslar eller NPED - Non Primary Explosives Detonator. Dessa kan vara av typen elektrisk sprängkapsel eller stötvågsledare (NONEL-slang).

#### Elektrisk sprängkapsel
En elektrisk sprängkapsel har en tändpärla som med elektrisk ström upphettas via en glödtråd. Tändpärlans pyrotekniska sats deflagrerar då och initierar fördröjningselementet som i sin tur initierar sprängämnet i botten av sprängkapseln efter en förutbestämd tid. Genom att kapseln inte innehåller något lättantändligt primärsprängämne är de betydligt okänsligare för stötar och slag än kapslar som innehåller sådant. En nackdel med elektriska sprängkapslar är att det finns en viss risk för oavsiktlig initiering genom induktion, överledning, blixtnedslag eller markpotentialer.

#### Stötvågssprängkapsel
En annan typ av sprängkapsel utan primärsprängämne är så kallad stötvågssprängkapslar eller nonel-slang. Dessa består av en slang där insidan är belagd med ett reaktivt material. Vid upptändning överförs en explosionsliknande våg med en hastighet på cirka 2000 m/s från tändpunkten till sprängkapseln. När stötvågen når sprängkapseln börjar fördröjningselementet antändas och basladdningen initieras därefter.